# Bryce Johnson
Bryce Owen Johnson (Reno, 18 aprile 1977) è un attore statunitense.

## Biografia
Bryce ha vissuto a Reno fino all'età di 5 anni, trasferendosi poi a Denver, in Colorado. Qui ha frequentato le scuole, distinguendosi nello sport e diventando capitano della squadra di calcio e co-capitano della squadra femminile di golf. Si è diplomato nel 1995.
A 19 anni si è trasferito a Hollywood per iniziare la carriera di attore, anche se la madre non concordava con la scelta. Ha studiato recitazione all'Accademia americana di arti drammatiche e nel 1999 è entrato a far parte del cast di Popular nel ruolo di Josh Ford, che interpreta fino al 2001.
Nel 2003 recita nei film Papi chulo e The Skulls III e nel 2004 interpreta Tazwell in Freshman Orientation, Harry in Harry + Max e Greg in Ragazze nel pallone - La rivincita. L'anno seguente recita in un episodio della serie televisiva Nip/Tuck, in uno di Dr. House - Medical Division e in uno de Le cose che amo di te.
Ha partecipato in ruoli secondari anche a Undressed, Dawson's Creek, Una mamma per amica, Shark - Giustizia a tutti i costi, Senza traccia, ad una puntata di Glee nel ruolo di Cody Tolentino, e a molte altre serie televisive.
Tra il 2010 e il 2013 ha recitato nelle prime quattro stagioni della serie televisiva statunitense Pretty Little Liars  nei panni del detective Darren Wilden, ruolo che ha poi ripreso anche in due episodi della sesta stagione.

## Filmografia parziale

### Attore

#### Cinema
- Puzzled, regia di Tosca Musk (2001)
- Papi chulo (Chasing Papi), regia di Linda Mendoza (2003)
- Ragazze nel pallone - La rivincita (Bring It On Again), regia di Damon Santostefano (2004)
- Harry + Max, regia di Christopher Münch (2004)
- Freshman Orientation, regia di Ryan Shiraki (2004)
- The Skulls III, regia di J. Miles Dale (2004)
- Hotdog - Un cane chiamato Desiderio (Sleeping Dogs Lie), regia di Bobcat Goldthwait (2006)
- Man Maid, regia di Chris Lusvardi (2008)
- Trucker, regia di James Mottern (2008)
- The Blue Tooth Virgin, regia di Russell Brown (2008)
- Pericolosamente bionda (Major Movie Star), regia di Steve Miner (2008)
- God Bless America, regia di Bobcat Goldthwait (2011)
- Hit List, regia di Minh Collins (2011)
- Willow Creek, regia di Bobcat Goldthwait (2011)
- Something, Anything, regia di Paul Harrill (2014)
- Home Sweet Hell, regia di Anthony Burns (2015)
- Visions, regia di Kevin Greutert (2015)
- Darkness Rising, regia di Austin Reading (2017)
- Oppenheimer, regia di Christopher Nolan (2023)
- Terrifier 3, regia di Damien Leone (2024)

#### Televisione
- Undressed – serie TV, 5 episodi (1999)
- Saving Graces – serie TV, episodi sconosciuti (1999)
- Popular – serie TV, 43 episodi (1999-2001)
- Una mamma per amica (Gilmore Girls) – serie TV, episodio 2x09 (2001)
- Dawson's Creek – serie TV, episodio 5x09 (2001)
- In My Life, regia di Lesli Linka Glatter – film TV (2002)
- Le cose che amo di te (What I Like About You) – serie TV, episodio 3x18 (2005)
- Dr. House - Medical Division (House M.D.) – serie TV, episodio 2x01 (2005)
- Nip/Tuck – serie TV, episodio 3x11 (2005)
- Standoff – serie TV, episodio 1x01 (2006)
- Shark - Giustizia a tutti i costi (Shark) – serie TV, episodio 1x05 (2006)
- Senza traccia (Without a Trace) – serie TV, episodio 5x15 (2007)
- Side Order of Life – serie TV, episodio 1x04 (2007)
- The Mentalist – serie TV, episodio 1x05 (2008)
- Drop Dead Diva – serie TV, episodio 1x13 (2009)
- CSI: NY – serie TV, episodio 6x05 (2009)
- CSI - Scena del crimine (CSI: Crime Scene Investigation) – serie TV, episodio 10x06 (2009)
- NCIS - Unità anticrimine (NCIS) – serie TV, episodi 7x16-11x10 (2010, 2013)
- Pretty Little Liars – serie TV, 23 episodi (2010-2016)
- Lone Star – serie TV, 5 episodi (2010)
- Death Valley – serie TV, 12 episodi (2011)
- Simian Undercover Detective Squad – serie TV, 5 episodi (2011-2012)
- Glee – serie TV, episodio 5x08 (2013)
- Supernatural – serie TV, episodio 9x20 (2014)
- Salverò mia figlia (Deadly Daycare), regia di Michael Feifer – film TV (2014)
- Major Crimes – serie TV, episodio 4x13 (2015)
- Masters of Sex – serie TV, episodio 4x03 (2016)
- The Good Doctor – serie TV, episodio 2x05 (2018)
- Magnum P.I. – serie TV, episodio 3x10 (2021)
- American Horror Story – serie TV, episodio 10x09 (2021)

### Doppiatore
- Still Life – serie TV, episodio 1x01 (2003)
- Call of Duty 2 – videogioco (2005)
- Call of Duty 2: Big Red One – videogioco (2005)
- Gun – videogioco (2005)
- Justice League Heroes – videogioco (2006)
- Dottor Strange - Il mago supremo (Doctor Strange: The Sorcerer Supreme), regia di Patrick Archibald, Dick Sebast e Frank Paur (2007) – Dottor Strange
- Hulk Vs. (Hulk Versus), regia di Sam Liu e Frank Paur (2009) – Hulk
- Transformers - La vendetta del caduto (Transformers: Revenge of the Fallen) – videogioco (2009)
- Resistance: Burning Skies – videogioco (2012)
- Battlefield Hardline – videogioco (2015)
- Maneater – videogioco (2020)
- Wasteland 3 – videogioco (2020)

## Doppiatori italiani
Nelle versioni in italiano delle opere in cui ha recitato, Bryce Johnson è stato doppiato da:
- Francesco Pezzulli in Popular, Supernatural, CSI - Scena del crimine, Pretty Little Liars (st. 2-4, 6), Major Crimes
- Andrea Mete in Death Valley, Code Black
- Patrizio Prata in The Skulls III
- Alessandro Rigotti in CSI: NY
- Vittorio Guerrieri in Glee
- Alessio Cigliano in Pretty Little Liars (st. 1)
- Raffaele Palmieri in NCIS - Unità anticrimine (ep. 7x16)
- Gianfranco Miranda in NCIS - Unità anticrimine (ep. 11x10)
- Daniele Raffaeli in Magnum P.I.
- Franco Mannella in American Horror Story
- Mirko Mazzanti in Terrifier 3